# Seeburg Ray-O-Lite
O Seeburg Ray-O-Lite foi o primeiro jogo de pistola de luz. Ele foi produzido em janeiro de 1936 pela Seeburg Corporation. O jogo se consistia em atirar em um pato voando que então caía quando atingido.